# Porte Saint-Martin

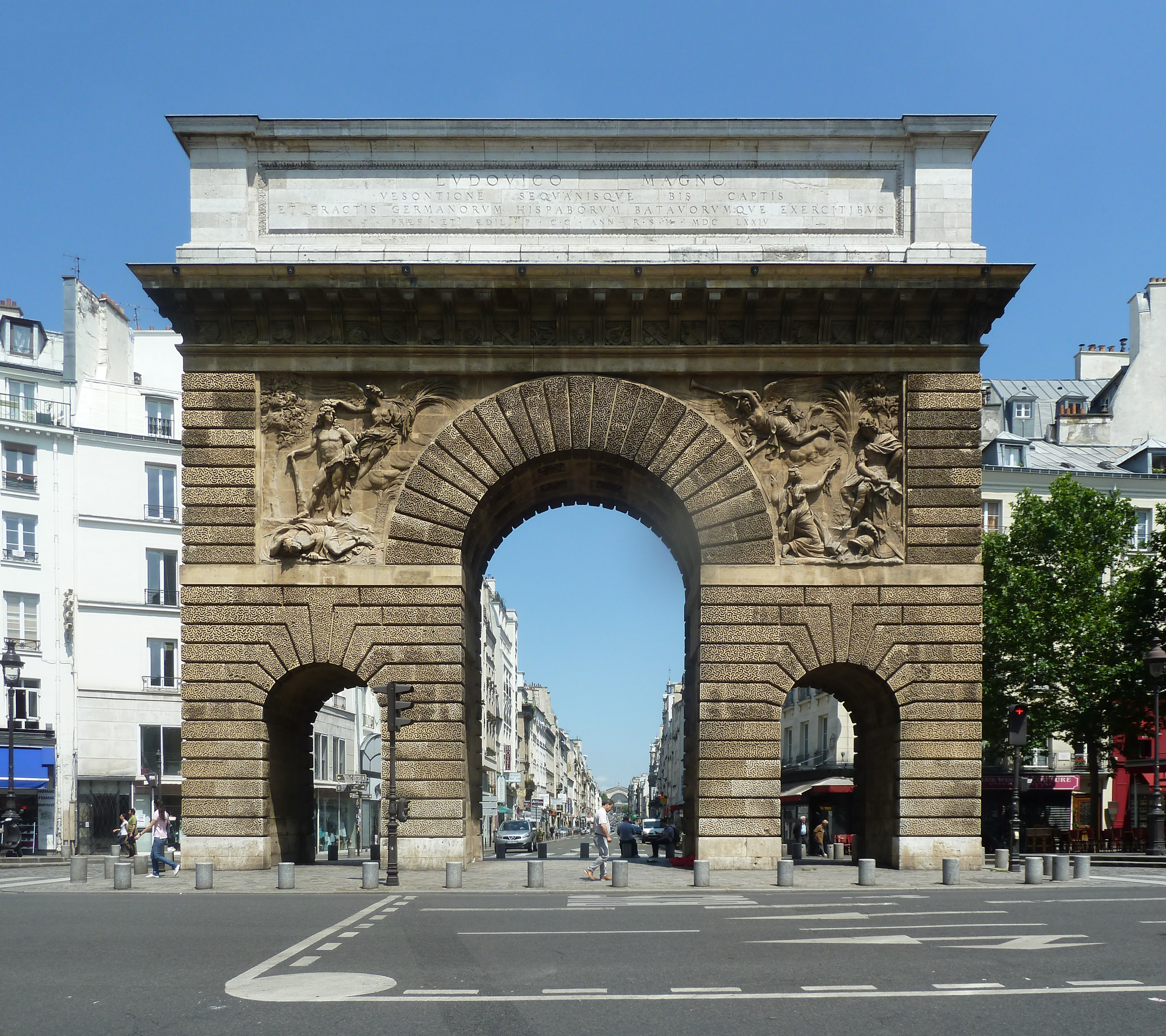
Porte Saint-Martin

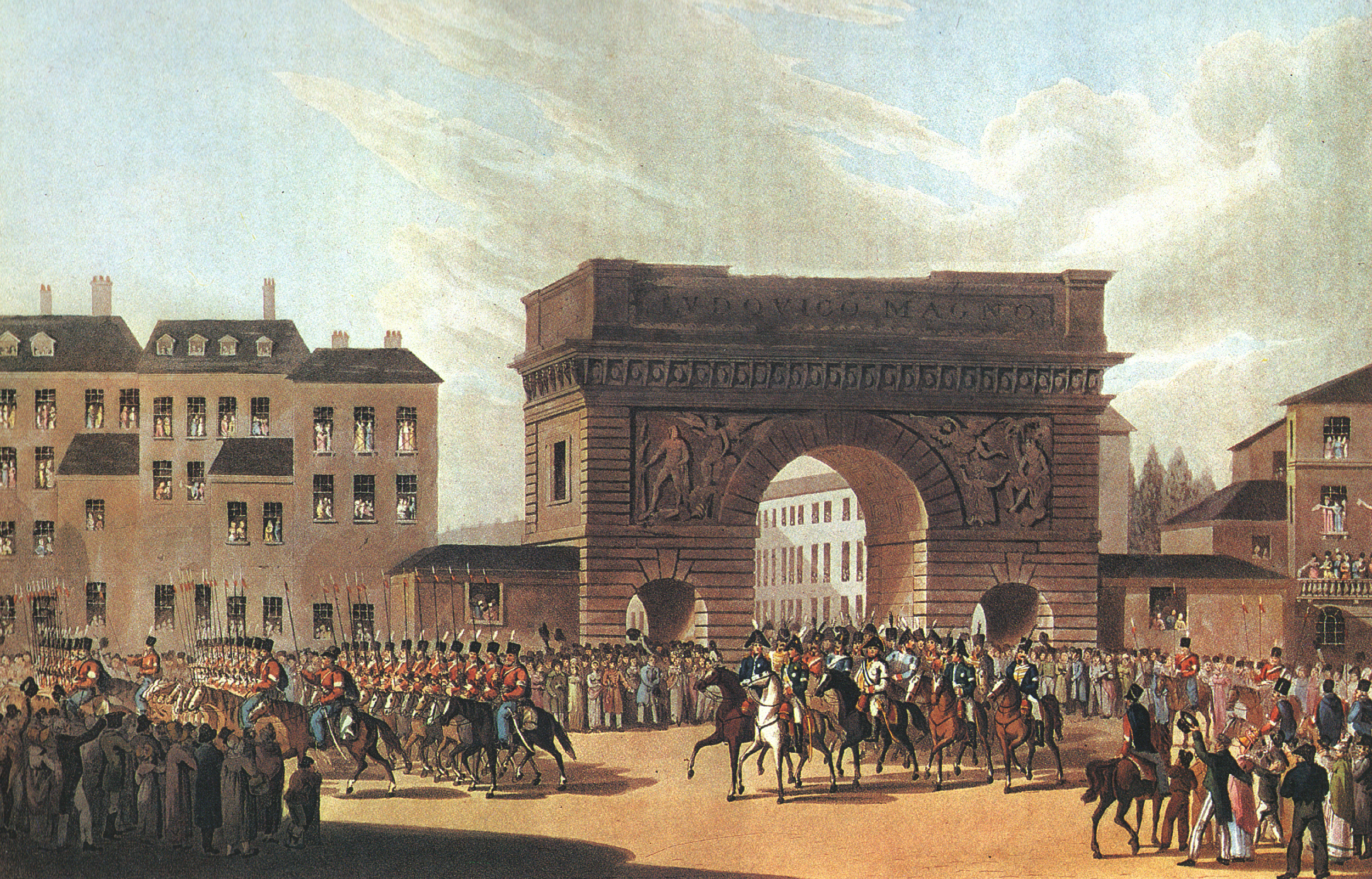
Russische troepen betreden Parijs door de Porte Saint-Martin in 1814

De Porte Saint-Martin (Nederlands: Sint-Maartenspoort) is een triomfboog in de Franse hoofdstad Parijs, geplaatst op het fundament van een toegangspoort die deel uitmaakte van de omwalling van Karel V.

## Geschiedenis
De poort werd in 1674 gebouwd op het bevel van Lodewijk XIV, ter ere van zijn overwinningen bij de Rijn en in Franche-Comté. Hij werd ontworpen door de architect Pierre Bullet - een leerling van François Blondel, de architect van de nabijgelegen Porte Saint-Denis.
De triomfboog bevindt zich op het kruispunt van de Saint-Martinlijn (bestaande uit de Rue Saint-Martin en de Rue du Faubourg Saint-Martin) en de Grands Boulevards (bestaande uit de Boulevard Saint-Denis en de Boulevard Saint-Martin). De Porte Saint-Martin is door de geschiedkundige Prosper Mérimée in 1862 uitgeroepen tot historisch monument. Het bouwwerk werd, net zoals zijn broer de Porte Saint-Denis, in 1988 gerestaureerd.

## Beschrijving
De Porte Saint-Martin is een triomfboog van 18 meter hoog, gebouwd van steen en kalksteen. De attieken zijn van marmer. De poort is bedekt met vier allegorieën in bas-reliëf, met aan de noordzijde:
- De Inname van Limburg in 1675, door Pierre Ier Legros: een vrouw ligt vlak naast een slapende leeuw
- De Nederlaag van de Duitsers, door Gaspard Marsy: Lodewijk XIV als Mars, terwijl hij het wapenschild van Frankrijk draagt en de Germaanse adelaar wegduwt om een vrouw en een oude man te beschermen

Aan de zuidzijde zijn te vinden:
- De Breuk van de Triple Alliance, door Étienne le Hongre: Lodewijk XIV als een halfnaakte Hercules - met pruik en knots - die met zijn voeten Achelous of Geryon vertrapt
- De Inname van Besançon, door Martin van den Bogaert: Lodewijk XIV boven op een Renommée, staand voor een palmboom en een olijfboom, terwijl hij de sleutels ontvangt van een knielende vrouw